# Мірелья Сеса
Мірейя Сеса (ісп. Mirella Cesa нар. 18 грудня 1984, Гуаякіль, Еквадор) — еквадорська співачка. Одна з найвидатніших представниць популярної музики Анд. Вона отримала кілька нагород і була названа «матір’ю Andipop» (Андської поп-музики).

## Дискографія
- Mirella Cesa (2006)
- Déjate Llevar (2010)
- Deseo Concedido (2013)
- La Buena Fortuna (2016)